# Ак-Кочкор
Ак-Кочкор (кирг. Ак-Кочкор) — село в Джети-Огузском районе Иссык-Кульской области Кыргызстана. Входит в состав Джети-Огузского аильного округа. Код СОАТЕ — 41702 210 830 02 0.

## Население
По данным переписи 2009 года, в селе проживало 1590 человек.